# Haematopota edax
Haematopota edax är en tvåvingeart som beskrevs av Austen 1914. Haematopota edax ingår i släktet Haematopota och familjen bromsar. Inga underarter finns listade i Catalogue of Life.